# Oxandra polyantha
Oxandra polyantha R.E.Fr. – gatunek rośliny z rodziny flaszowcowatych (Annonaceae Juss.). Występuje naturalnie w Peru, Kolumbii oraz Brazylii (w stanach Acre, Rondônia i Roraima). 

## Morfologia
PokrójZimozielone drzewo dorastające do 10–17 m wysokości.
LiścieMają eliptyczny kształt. Mierzą 10–13 cm długości oraz 3,5–4,5 cm szerokości. Są prawie skórzaste. Nasada liścia jest ostrokątna. Blaszka liściowa jest o spiczastym wierzchołku. Ogonek liściowy jest nagi i dorasta do 2–5 mm długości.